# Bagnolo San Vito
Bagnolo San Vito is een gemeente in de Italiaanse provincie Mantua (regio Lombardije) en telt 5548 inwoners (31-12-2004). De oppervlakte bedraagt 49,3 km², de bevolkingsdichtheid is 110 inwoners per km².
De volgende frazioni maken deel uit van de gemeente: San Nicolò Po.

## Demografie
Bagnolo San Vito telt ongeveer 2102 huishoudens. Het aantal inwoners steeg in de periode 1991-2001 met 3,4% volgens cijfers uit de tienjaarlijkse volkstellingen van ISTAT.
| Jaar | Inwoneraantal |
| ---- | ------------- |
| 1991 | 5254          |
| 2001 | 5432          |

## Geografie
Bagnolo San Vito grenst aan de volgende gemeenten: Borgoforte, Mantua, Roncoferraro, San Benedetto Po, Sustinente, Virgilio.